# روابط اردن و ایران
بین ایران و پادشاهی اردن یک رابطه طولانی اما پیچیده وجود دارد که در بیشتر مواقع متشنج و ناپایدار است. ایران در امان و اردن در تهران سفارت دارد.

## قاجاریان
تا پیش از تاسیس دودمان پهلوی و تا پایان پادشاهی رضاشاه، روابط ایران با اردن که در آن زمان با عنوان «امارت فرا-اردن» شناخته می‌شد محدود به مبادلات تجاری بود.

## دودمان پهلوی

### آغاز
در دوران محمدرضا پهلوی نخستین کنسولگری ایران در بیت‌المقدس افتتاح شد تا با کشورهای منطقه از جمله امارت فرا-اردن ارتباط برقرار کند. با استقلال اردن در سال ۱۹۴۶ و تاسیس پادشاهی به رهبری عبدالله یکم ایران و اردن شروع به برقراری روابط دیپلماتیک کرده و کنسولگری‌هایی در پایتخت‌های یکدیگر افتتاح کردند. روابط ایران و اردن در زمان دودمان پهلوی بسیار صمیمی، غرب‌گرایانه و علیه کمونیسم بود. در دهه ۱۹۵۰ ملک حسین پادشاه اردن، سفارت اردن را در تهران افتتاح و رسماً با ایران رابطه برقرار کرد. ملک حسین در زمان پهلوی چندین بار به ایران سفر کرد. با سفر محمدرضا پهلوی به اردن در سال ۱۹۵۹ ایران سفارت خود را در امان افتتاح کرد. اما به دلیل به رسمیت شناختن اسرائیل توسط ایران در ۲ مرداد ۱۳۳۹ این روابط دچار تنش شد. در ۵ مرداد ۱۳۳۹ ملک حسین در واکنش با فرستادن پیامی برای شاه او را  تشویق به لغو این تصمیم کرد. همچنین شاه از ورود به درگیری‌ها بر سر مسئله فلسطین خودداری می‌کرد. با این وجود، آنها توانستند یک رابطه ایمن و سالم داشته باشند.

### بهترین دوران
در سال ۱۹۶۵ ملک فیصل، پادشاه عربستان، پروژه‌ای به نام «ائتلاف اسلامی» برای مهار انقلاب جمال عبدالناصر راه‌انداخت. محمدرضا شاه به این جرگه پیوست. ملک حسین نیز به دلیل نگرانی از ناآرامی‌های سیاسی در کشورهای همسایه از این ایده حمایت کرد. پس از جنگ شش‌روزه در ۱۹۶۷ محمدرضا شاه حمایت خود را از اردن در بازپس‌گیری‌ سرزمین‌های اشغالی توسط اسرائیل اعلام کرد. در ۲۹ آبان ۱۳۵۲ ملک حسین به ایران سفر کرد که تاثیر بسیار مثبتی بر روابط دو کشور داشت. در جریان این بازدید، ایران با موافقت آمریکا ۲۴ فروند جنگنده آمریکایی نورثروپ اف-۵ به اردن تحویل داد. در میانه انقلاب ۱۳۵۷ ملک حسین در نوامبر ۱۹۷۸ به ایران سفر کرده بود تا پشتیبانی کامل خود را از شاه اعلام کند.

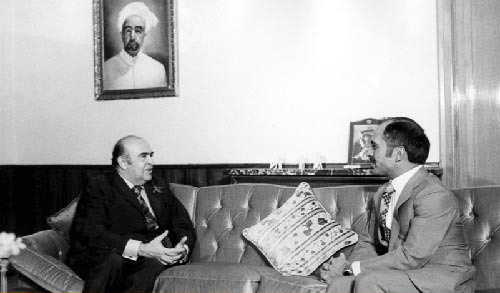
دیدار امیرعباس هویدا نخست‌وزیر ایران و ملک حسین پادشاه اردن

## جمهوری اسلامی

### جنگ ایران و عراق
وقوع انقلاب ۱۳۵۷ و برپایی حکومت اسلامی در ایران، رابطه مثبت را به منفی تغییر داد. پس از برقراری حکومت اسلامی،‌ اردن در آغاز واکنشی نشان نداد. اما در سالگرد پیروزی انقلاب اسلامی، ملک حسین پیام تبریکی به مناسبت  فرستاد که به عنوان شناسایی رسمی نظام اسلامی تلقی شد. با آغاز جنگ ایران و عراق در سال ۱۳۵۹ اردن خود را در برابر دو تهدید بزرگ دید. از یک طرف جمهوری اسلامی که سیاست صدور انقلاب اسلامی را در پیش گرفته بود، و از سوی دیگر اسرائیل بود که کرانه غربی را اشغال کرده و هیچ توافق صلحی با اردن نداشت. بنابراین اردن از صدام حسین حمایت کرد و ایران در ژانویه ۱۹۸۱ روابط دیپلماتیک خود با اردن را قطع کرد. در سال ۱۹۸۲ ملک حسین به بغداد سفر کرد در دیدار با صدام حسین، قاطعانه از او حمایت کرد. اردن ۱۵ مرکز جذب نیروهای داوطلب در امان ایجاد کرد که با عنوان «قوای یرموک» شناخته می‌شدند و از این طریق ۲۵۰۰ داوطلب جذب کرد. به دلیل حمایت اردن از عراق و  در طول جنگ خلیج فارس، یک دهه طول کشید تا ایران و اردن بتوانند روابط خود را عادی کنند.

### دهه ۱۳۷۰
پس از مرگ خمینی و آغاز رهبری خامنه‌ای، اکبر هاشمی رفسنجانی تلاش کرد سیاست خارجی منطقه‌ای متعادلی را پیش ببرد. اردن نیز که به دنبال از سرگیری رابطه با ایران بود دفاتر مجاهدین خلق در آن کشور را تعطیل و همه امتیازات قبلی آنها را لغو کرد. در ۱۸ آذر ۱۳۷۰ ملک حسین در حاشیه ششمین اجلاس سران کشورهای اسلامی در داکار سنگال با هاشمی رفسنجانی دیدار کرد که به بازسازی اعتماد و تقویت همکاری اقتصادی و فرهنگی بین دو کشور کمک کرد.
اما مدتی بعد روابط بین دو کشور بار دیگر قطع شد. زیرا اردن اعلام کرد که سازمانی به نام جیش محمد را کشف کرده که چندین عضو آن به اتهام آتش‌ زدن مرکز فرهنگی فرانسه، تیراندازی به یک بانک بریتانیایی و منفجر کردن دو خودرو متعلق به یک افسر اطلاعاتی و یک فرد مسیحی دستگیر شده‌اند. برخی از اعضای این سازمان اعتراف کردند که جمهوری اسلامی از آنها حمایت کرده است. اما حسن روحانی (دبیر وقت شورای عالی امنیت ملی) در سفر به اردن هرگونه حمایت ایران از این سازمان را رد کرد. در نهایت زندانیان جیش محمد در یک فرمان عفو عمومی در سال ۱۹۹۲ آزاد شدند. در همان سال به دنبال پیدا شدن انبارهای اسلحه در اردن تنش بین دو کشور، دوباره شدت گرفت. اردن این موضوع را تلاش برای سرنگونی نظام پادشاهی این کشور از سوی جمهوری اسلامی دانست و ایران را به تامین مالی و تسلیح گروه‌های اسلامی فلسطینی متهم کرد. ایران هرگونه دخالت در این حادثه را تکذیب کرد. اوج تنش‌ بین دو کشور در سال ۱۹۹۴ با پیمان صلح وادی عربه بین اردن و اسرائیل بود که با انتقاد شدید ایران همراه شد. در پی این اعتراض، اردن احمد دستمالچیان، سفیر وقت ایران در امان و ۲۱ دیپلمات ایرانی را به اتهام تشکیل یک هسته تروریستی برای حماس و حزب‌الله در اردن اخراج کرد. در سال ۱۹۹۶ ایران اردن را به پناه دادن به اعضای سازمان مجاهدین خلق متهم کرد و از این کشور خواست اعضای این گروه را اخراج کند.

### دهه ۱۳۸۰
در سال ۱۳۷۶ با آغاز ریاست‌جمهوری محمد خاتمی، اردن و ایران روابط خود را از سر گرفتند و دیپلمات‌های ارشد دو کشور با هم دیدار کردند. در حاشیه نشست سالانه سازمان ملل متحد در ۶ سپتامبر ۲۰۰۰ در نیویورک، ملک عبدالله دوم برای نخستین بار با محمد خاتمی دیدار و او را برای دیدار به اردن دعوت کرد. آنها در این نشست توافق کردند روابط دوجانبه را توسعه دهند. اما این بار نیز روابط دو کشور پس از دستگیری چهار فلسطینی مقدار زیادی پول که از ایران آمده بودند، تیره شد.مقام‌های اردنی می‌گفتند این افراد می‌خواستند از این پول برای تدارک عملیات علیه اسرائیل استفاده کنند. شش ماه پس از آن، اردن یک هسته عملیاتی دیگر را با ۱۶ عضو کشف کرد. ۸۳ اردنی هم که در ایران آموزش دیده بودند دستگیر کرد. ملک عبدالله دوم در مصاحبه‌ای با روزنامه واشینگتن پست از قصد ایران برای تبدیل اردن به پایگاهی برای حمله به اسرائیل ابراز نگرانی کرد. او در دیدار با جرج دابلیو. بوش، رئیس‌جمهور وقت آمریکا در واشنگتن اعلام کرد که تندروهای جمهوری اسلامی به دنبال گسترش درگیری میان فلسطین و اسرائیل هستند و تلاش می‌کنند این کار را با ایجاد دو هسته عملیاتی یکی حزب‌الله در لبنان و دیگری در اردن انجام دهند. روزنامه جمهوری اسلامی در واکنش اردن را به تحریک آمریکا علیه ایران متهم کند. با این حال تنش بین دو کشور از کنترل خارج نشد.
در ۲ سپتامبر ۲۰۰۳، ملک عبدالله دوم به تهران سفر کرد. او نخستین پادشاه اردن بود که پس از انقلاب به ایران سفر می‌کرد. برخی این دیدار را تلاش برای میانجیگری اردن بین ایران و آمریکا، برای از سرگیری روابط و آغاز مذاکرات درباره برنامه هسته‌ای ایران، دانستند.

### نگرانی از گسترش نفوذ ایران
جنگ آمریکا در عراق در سال ۲۰۰۳ هر دو کشور اردن و ایران را تحت تاثیر قرار داد. برای اردن این جنگ به منزله یک بحران انسانی دیگر و موج‌ جدیدی از پناهجویان بود. اما برای ایران فرصتی استراتژیک برای گسترش نفوذ در عراق و خاور میانه بود. گسترش نفوذ ایران در عراق باعث نگرانی اردن شد. ملک عبدالله دوم برای توضیح نفوذ ایران اصطلاح «هلال شیعی» را معرفی کرد. این اصطلاح در مقاله‌ای در روزنامه واشنگتن پست منتشر شد.
پس از جنگ ۲۰۰۶ اسرائیل و لبنان دو ائتلاف «محور مقاومت» (شامل ایران، سوریه، حزب‌الله و گروه‌های مسلح فلسطینی) و «محور اعتدال» (شامل عربستان سعودی، اردن، و مصر) در خاورمیانه شکل گرفتند.

### دهه ۱۳۹۰
در سال ۲۰۱۵ اردن از برجام استقبال کرد. اما محاکمه خالد الرباعی، متهم عراقی-نروژی، در دادگاه امنیت اردن به اتهام همکاری با سپاه پاسداران و برنامه‌ریزی برای حملات تروریستی در اردن در ژوئیه ۲۰۱۵ بار دیگر باعث تنش در روابط دو کشور شد. در ژانویه ۲۰۱۶ اردن درخواست ایران برای دادن نیم میلیون ویزا به مسافران ایرانی، برای بازدید از مکان‌های مقدس شیعیان در اردن را رد کرد. دلیل آنها برای رد این درخواست جلوگیری از هرگونه مداخله در امور داخلی خود بود. پس از حمله به سفارت و کنسولگری عربستان سعودی در ایران در همان ماه،‌ اردن را از عربستان حمایت کرد و در واکنش، سفیر ایران در امان را احضار کرد تا مراتب اعتراض رسمی خود را اعلام کند. در آوریل ۲۰۱۶ عربستان و اردن درباره دخالت ایران در امور کشورهای منطقه و حرکات بی‌ثبات کننده هشدار دادند.
در سال ۲۰۱۸ اردن به این دلیل که ایران عضو سازمان تجارت جهانی نیست روابط اقتصادی با ایران را رد کرد.
در طول جنگ داخلی سوریه و حضور ایران در آن کشور، اردن مسئولیت حفاظت از مرزهای خود را به صورت یک‌جانبه بر عهده گرفته و با ده‌ها مورد حمله گروه‌های مسلح مقابله کرده است. آنها می‌گویند شبه‌نظامیان مرتبط با جمهوری اسلامی به حملات و تلاش برای قاچاق اسلحه و مواد مخدر از طریق زمینی و با استفاده از پهپاد دست می‌زنند. با افزایش این حملات، ارتش اردن در سال ۲۰۲۱ راهبرد خود در مقابله با این گروه‌ها را تغییر داد.

### دهه ۱۴۰۰
گروه کتائب حزب‌الله در عراق در آوریل ۲۰۲۴ اعلام کرد که برای ۱۲ هزار جنگجو در اردن تحت نام «مقاومت اسلامی در اردن» تجهیزات متشکل از اسلحه، پرتابگرهای ضد زرهی و موشک‌های تاکتیکی فراهم کرده است. با این حال، تلاش‌های دیپلماتیک از سوی هر دو طرف همچنان ادامه دارد تا از قطع دائمی روابط جلوگیری کنند. برای نمون، نماینده دولت اردن در مراسم تحلیف مسعود پزشکیان شرکت کرده بود.

## بحران روابط

### جنگ داخلی سوریه
در جنگ داخلی سوریه روابط اردن با ایران پیچیده‌تر شد. زیرا اردن به‌طور غیررسمی علیه دولت بشار اسد در سوریه ظاهر شد و حضور طولانی مدت ایران در سوریه را تهدیدی برای امنیت خود دانست.

### عراق
در زمان حکومت صدام حسین، اردن با اتکا به نفت عراق از موقعیت ویژه‌ای در عراق برخوردار بود. این حمایت از عراق منجر به قطع کامل روابط اردن و ایران در ۳۱ ژانویه ۱۹۸۱ شد. روابط از آن زمان تاکنون خصمانه باقی مانده‌است. در دوران جنگ خلیج فارس، عراق نیز در این مدت برای استفاده از بنادر خود به اردن اعتماد کرد. زیرا سازمان ملل متحد عراق را برای حمله به کویت تحریم کرده بود.

### بحران قطر
در سال ۲۰۱۷ ایران و اردن به امید محدود کردن تنش‌ها برای حل دیپلماتیک بحران قطر تلاش کردند. اگرچه اردن رابطه محدودی با قطر دارد اما همچنان حضور دیپلماتیک خود را در این کشور حفظ می‌کند. زیرا اردن از نظر اقتصادی به‌ویژه پس از اعتراضات ۲۰۱۸ اردن به خلیج فارس وابسته است. در طرف دیگر، اردن از تشدید تنش‌ها بین قطر و همسایگان آن در خلیج فارس یعنی عربستان سعودی، بحرین و امارات متحده عربی نگران بود که ممکن است به برتری ایران منجر شود.

### روابط اردن با عربستان سعودی
اردن برای دوره طولانی به کمک اقتصادی عربستان وابسته بود. اردن همچنین دارای ساختار سیاسی مشابهی با عربستان سعودی است. هر دو، پادشاهی عرب هستند که با غرب نزدیک هستند. نفوذ روزافزون ایران در منطقه، اردن و عربستان سعودی را به هم نزدیک کرد و با ظهور محمد بن سلمان، ایران را محکوم کردند.

### روابط اردن با اسرائیل
اردن همچنین با اسرائیل رابطه نزدیک دارد. زیرا هاشمی‌ها در طول جنگ سرد روابط غیررسمی با اسرائیل داشتند تا اینکه ۱۹۹۴ روابط رسمی برقرار کردند.
جمهوری اسلامی خواستار حذف اسرائیل و پادشاهی‌های غربی است. این موضوع، واکنش‌های ضدایرانی را هم در اردن و هم در اسرائیل برانگیخت. همچنین اعتقاد بر این است که اردن با تلاش برای جلوگیری از درگیری ایران و عربستان سعودی در سوریه، با روسیه و اسرائیل همکاری کرده‌است.

### نقش اردن در دفع حمله موشکی ایران به اسرائیل
در پی حمله ایران به اسرائیل در ۲۶ فروردین ۱۴۰۳ در پاسخ به حمله اسرائیل به کنسولگری ایران در سوریه در همان سال، اردن‌‌ مدعی همکاری نظامی با اسرائیل در دفع حملات موشکی ایران بود که این خبر بعدا تکذیب شد. بعدا اردن از رهگیری پهپادهای شلیک شده به سمت اسرائیل از طرف ایران در این حمله خبر داد و گفت صرفا اشیای خارجی را در حریم هوایی خود رهگیری کرده است. با این حال نیروهای نظامی ایران به اردن اعلام کردند که در صورت هرگونه همکاری اردن علیه ایران، این کشور هدف حملات بعدی قرار خواهد گرفت.‌ در پی این واکنش‌ها اردن سفیر ایران را احضار و مراتب نارضایتی خود را اعلام کرد.